# Torneo Interbritannico 1951
Il Torneo Interbritannico 1951 fu la cinquantaseiesima edizione del torneo di calcio conteso tra le Home Nations dell'arcipelago britannico. Il torneo fu vinto dalla Scozia.

## Risultati
| Data             | Luogo      | Squadra 1        | Risultato | Squadra 2        |
| ---------------- | ---------- | ---------------- | --------- | ---------------- |
| 7 ottobre 1950   | Belfast    | Irlanda del Nord | 1 - 4     | Inghilterra      |
| 21 ottobre 1950  | Cardiff    | Galles           | 1 - 3     | Scozia           |
| 1º novembre 1950 | Glasgow    | Scozia           | 6 - 1     | Irlanda del Nord |
| 15 novembre 1950 | Sunderland | Inghilterra      | 4 - 2     | Galles           |
| 7 marzo 1951     | Belfast    | Irlanda del Nord | 1 - 2     | Galles           |
| 14 aprile 1951   | Londra     | Inghilterra      | 2 - 3     | Scozia           |

## Classifica
| Pos | Squadra          | Pti | G | V | N | P | GF | GS |
| --- | ---------------- | --- | - | - | - | - | -- | -- |
| 1   | Scozia           | 6   | 3 | 3 | 0 | 0 | 12 | 4  |
| 2   | Inghilterra      | 4   | 3 | 2 | 0 | 1 | 10 | 6  |
| 3   | Galles           | 2   | 3 | 1 | 0 | 2 | 5  | 8  |
| 4   | Irlanda del Nord | 0   | 3 | 0 | 0 | 3 | 3  | 12 |

## Vincitore
| Campione 1951 Scozia |